# آنا كالينسكايا
آنا كالينسكايا (مواليد 2 ديسمبر 1998) هي لاعبة تنس محترفة روسية، أعلى تصنيف لها في الفردي كان ال76 في أبريل 2022.

## روابط خارجية
- آنا كالينسكايا على موقع رابطة محترفات التنس (الإنجليزية)
- آنا كالينسكايا على موقع الاتحاد الدولي لكرة المضرب (الإنجليزية)
- آنا كالينسكايا على موقع كأس بيلي جين كينغ (الإنجليزية)
- آنا كالينسكايا على موقع بطولة ويمبلدون (الإنجليزية)
- آنا كالينسكايا على موقع خلاصة التنس.كوم (الإنجليزية)
- آنا كالينسكايا على موقع إي إس بي إن.كوم (الإنجليزية)